# L’Instant Durable
L’Instant Durable ist ein französischer Kartonmodellbau-Verlag und Vertrieb mit Sitz in Clermont-Ferrand, Frankreich. Der Verlag wurde 1983 von Alain de Bussac gegründet. Bekannt ist der Verlag vor allem für seine Kartonmodellbaubögen von bedeutenden französischen Baudenkmälern.

## Geschichte
Der Verlag entstand dank einer Begegnung zwischen Alain de Bussac und Paul De Boever, zweier Kollegen aus der künstlerisch grafischen Industrie. Die Verlagsproduktion knüpft zum Teil an die Tradition der im 19. Jahrhundert von der Imagerie d' Épinal angebotenen architektonischen Modellierbögen an. Neu ist das Konzept des Modellbogens in Buchform (livre-maquette): Die Ausschneidebögen sind zusammen mit einem historischen Text zum jeweiligen Baudenkmal, übersetzt in mehrere Sprachen, zu einer Broschur gebunden. Autoren sind hochqualifizierte Architekten und Künstler, die mit modernsten Reproduktionstechniken arbeiten. Außerdem werden alle Bauten in einem einheitlichen Maßstab wiedergegeben (in der Regel 1:250, in einigen Fällen 1:500), so dass sie untereinander vergleichbar sind.
Als erster Titel erschien 1983 in der Collection Architecture et Modélisme das Loire-Schloß Chenonceau (Architekten: P. De Boever und Bernard Deubelbeiss, Text: A. de Bussac).
Ab 1984 erschienen in jedem Jahr mehrere Modellbaubogen in der Reihe livre-maquette nach jeweils zwei Jahren Vorbereitung. Der Verlag nahm in der Folgezeit neue Architekten unter Vertrag: Thierry Hatot, Jean-Marie Lemaire, Jean-Tristan Roquebert, und ebenso neue Grafiker bzw. Illustratoren: Anne-Marie Piaulet, Pierre Guérin, Hughes Renier, Jacques Martin (Erfinder der Comicfigur Alix).
1986 wurde eine neue Kollektion ins Leben gerufen: berühmte Bauwerke aus aller Welt (vorwiegend aus Europa) sowie historische Figuren erscheinen als Ausschneide-Postkarten. Im Katalog 2009 umfasst die Serie mehr als 150 Motive. Parallel wird eine Reihe bereits vorgestanzter Karten aufgelegt. 1991 werden neben Architekturmodellen auch Ausschneidebogen zu verschiedenen Themen im Rahmen der neue Kollektion Grand Angle ins Programm aufgenommen.
1998 kam die Kollektion Compas hinzu, eine Buchreihe über Kunst und Architektur in Form einer Mini-Enzyklopädie unter Mitwirkung von Spezialisten wie François Taillandier (Grand Prix du Roman de l'Académie française), Thierry Hatot (Preisträger des Salon du Livre d'Architecture de Briey), Bénédicte Tézenas du Montcel, Alain Berghmans und Bernard Deubelbeiss. Im Jahr 2000 übernahm der Verlag die Alleinauslieferung der éditions Paleo, einem Fachverlag für die Herausgabe von Referenztexten zur Geschichte des 20. Jahrhunderts in ihrer vollständigen Fassung.